# 横沙新洲

原横沙岛（左）和与之相接的横沙新洲（右）（Landsat 9，2023年12月）

横沙新洲是上海市在原横沙岛东侧人工填海形成的大片陆地，位于长江口最东端，紧邻东海。填海形成的陆地有用于建设深水集装箱港口的规划，目前则全部划为上海现代农业产业园范围，深水港规划保留但没有实施时间表。自填海设想提出起，工程对周边生态环境的影响就是争议的焦点；第六期填海工程被中央环保督查组点名为违规建设。

## 工程

### 工程内容和实施时间
填海工程正式名称为横沙东滩促淤圈围工程，总共分八期实施，2020年完工。2009年深水港设想提出前，横沙东滩的填海分为“促淤”和“圈围”两步，前者是在浅水区内通过人工建立大堤减缓水流，形成滩涂；后者是在滩涂上填土，形成陆地。2011年开始的六期工程以及此后的七、八期工程均为直接吹填，但仍沿用“促淤圈围”名称。
横沙东滩促淤始于1998年1月建设导堤（今横沙新洲南岸大堤），2003年12月正式开始横沙东滩一期促淤。至2008年，总共进行一、二、四期促淤，三期圈围。2003年曾有学者提出，三峡水库建设以及上游生态保护使得长江总体携带泥沙量逐年下降，其中横沙东滩位于长江河口入海处，又受台风和海浪冲击，使得促淤难度较大，需要进一步研究。实际实践中，一、二、四期促淤确实效果不佳，不少泥沙被水流冲走，且在大堤附近冲刷形成深水槽。后续技术分析表明，堤底冲刷形成深水槽的原因主要是台风引发的风暴潮，但也有人为管理不善的因素：大堤建筑材料采用布袋包裹的泥土，抗冲刷能力差，在大堤内部引发局部空洞，又没有及时发现和封堵，最终导致整个大堤底部结构破坏。
三期圈围工程2006年至2008年建设，紧邻原横沙岛东侧，全部位于一期促淤范围内，新开垦土地17.34平方公里。三期工程中，开始采用探地雷达进行检测，从而发现堤坝内部的空洞，及时进行封堵。五期工程为原导堤加高加固，形成今横沙新洲南岸大堤（横沙大道），并作为六期的建设基础，2009至2011年实施。五期工程采用较低的允许越浪标准建设，大堤高度较不允许越浪的设计有所降低，节约了成本。大堤北侧施工时使用单体螺母块，南侧则改将四个螺母块连接成一体，以四联螺母块为单位进行吊装，吊装效率提高约60%。
此后六、七、八期工程均为直接吹填。吹填施工时，在大堤上设置管线运输泥浆，然后将泥浆抛入待填土区域。填土区域四周设置标志杆及排水口，泥浆中包含的水分从排水口排出，泥沙沉积形成陆地。当地面的高度达到控制高度时，延伸管线至下一个填土区域，重复上述操作。六期工程2011至2015年实施，面积32平方千米；七期2015年至2017年实施，面积13.5平方千米；八期2016至2020年实施，面积42.4平方千米。横沙东滩填海工程的填土来源于长江口航道维护产生的疏浚土，2020年八期填海结束后，计划利用后续产生的疏浚土对六至八期的地面继续加高。

### 违规建设问题
根据中央生态环境保护督察组进驻上海调查结论，2013年以来上海市水务局在长江口实施的9个“促淤圈围”工程中，有4项属违规建设，涉及7.3万亩土地，其中即包含横沙东滩促淤圈围（六期）项目。该工程已于2021年补办相关手续和技术论证。

### 工程环境影响
- 盐度：数值模拟分析表明，横沙东滩圈围和北槽深水航道工程[註 2]双重影响下，海水入侵的深度较工程前有所加深，但强度相对削弱；海水盐度影响的水库包括东风西沙水库和陈行水库，青草沙附近水域盐度变化不明显[12]。
- 生物分布：调查表明促淤圈围工程对周边渔业资源的负面影响明显，游泳动物群落结构总体不稳定；浅滩底栖生物多样性偏低，但群落结构稳定，已有所恢复[13]。

## 规划历史

### 规划横沙新港
研究中称为“横沙深水新港”。该设想于2009年，由中国工程院院士陈吉余等专家正式提出。支持者认为，上海港的重要优势是位于长江入海口，未来若建设横沙新港，可实现同一码头内的“江海直转”，减少过境货物对城市交通的影响；横沙东滩附近疏浚形成深水航道，可以解决洋山港航道深度的瓶颈，实现2万TEU以上超大型船舶停靠。反对者认为，填海将破坏周边地区自然生态。上海市环保局总工程师柏国强曾质疑横沙岛大规模填海开发后，九段沙和崇明岛东滩两个自然保护区“是否还能存在”。横沙新港规划于2015年12月以“发展预留空间”名义列入上海市城市总体规划，目前没有实施时间表。

### 农业产业园
2023年1月，《横沙新洲总规》中提到，基于习近平“不搞大开发”指示，横沙新洲到2035年，建设用地占比不大于10%，故大型港口规划近期不可能实施。横沙新洲全域即“上海现代农业产业园”范围，耕地面积预计可达6.5万亩。2023年3月28日，首批项目开工，并举办推介大会。该项目计划2035年全面建成，布局为南部种植北部养殖，耕地面积6.5万亩，设施农业用地3.5万亩，建成后可提供市区10%至15%的农产品。
产业园配套有一座码头以解决农用物资进出问题。该码头为上海首个装配式码头，2023年9月28日开工，2024年1月初完成桩基建设，预计2024年一季度内即可建成。

## 行政区划
横沙新洲明确不属于横沙乡管辖。上海市已于2021年5月另组“上海现代农业产业园（横沙东滩）开发建设管理委员会”，管委会在市农业农村委下设办公室；2023年10月更名为“上海现代农业产业园（横沙新洲）开发建设管理委员会”，人员组成略有变动，并有组建“上海市现代农业投资发展集团有限公司”作为项目公司。该管委会是否具有行政职能尚不明确。

## 远景发展
目前深水港规划仍存但实施时间未定，港区则全部位于现已成陆区域以东。港区被分为A至E五个促淤区域，计划成陆年份自2030年至2070年不等。